# Saint-Antoine-l'Abbaye
Pour les articles homonymes, voir Saint-Antoine, Abbaye de Saint-Antoine-l'Abbaye et Commune nouvelle de St. Antoine l'Abbaye.
Saint-Antoine-l'Abbaye est une ancienne commune française située dans le département de l'Isère en région Auvergne-Rhône-Alpes.
Le 31 décembre 2015, elle fusionne avec sa voisine Dionay pour donner naissance à la commune nouvelle nommée Saint Antoine l'Abbaye. En 2017, Dionay prend le statut de commune déléguée de Saint Antoine l'Abbaye, et l'ancienne commune Saint-Antoine-l'Abbaye perd toute existence légale.
Saint-Antoine-l’Abbaye est classé parmi les « Plus Beaux Villages de France » depuis 2009.Il conserve de riches témoignages architecturaux de son passé prestigieux: goulets, ruelles étroites, maisons à colombage, façades agrémentées de fenêtres à meneaux, de décors sculptés.
Saint-Antoine-l’Abbaye est élu Village préféré des Français 2025 lors de l'émission éponyme présentée par Stéphane Bern diffusée sur France 3 le 2 juillet 2025.
Le blason antonin est constitué d’un fond couleur or, au centre duquel trône un écu marqué du Tau bleu azur. Cet écu est encadré de part et d’autre par l’aigle bicéphale (droit donné à l’ordre par l’empereur Maximilien d’Autriche en 1502). Le tau est la dernière lettre de l’alphabet hébreu, la XIXe lettre de l’alphabet grec. C’est tout d’abord, la représentation de la croix du Christ, ainsi que le bâton sur lequel s’appuyait saint Antoine, c’est également un signe hospitalier (béquille des malades), et enfin, le signe de la connaissance (les Antonins étaient des érudits).

Blason de Saint-Antoine-l'Abbaye.

## Géographie

### Situation et description
Saint-Antoine-l'Abbaye est un village se situant au sud-est  de la France . Le village se trouve dans le département de l' Isère  dans la région  Auvergne-Rhône-Alpes. Le village de Saint-Antoine-l'Abbaye appartient à l'arrondissement de Grenoble et au canton de  Saint-Marcellin . Le code postal du village de Saint-Antoine-l'Abbaye est le 38160 et son code Insee est le 38359. On appelle Antonins et Antonines les habitants de Saint-Antoine-l'Abbaye

### Communes limitrophes
Entourée des communes de Saint-Appolinard à 3.83 km, Montagne à 4.29 km et Saint-Bonnet-de-Chavagne à 5.50 km, Saint Antoine l'Abbaye est située à 19 km au nord-est de Romans-sur-Isère, la plus grande ville des environs.

### Géologie et relief
La commune est installée sur la rive droite du Furand, sur un terrain de molasse constitué dans le cadre de l'orogénèse alpine. Les principaux monuments de la ville (les bâtiments de l'abbaye et l'actuelle mairie notamment) utilisent extensivement cette roche, qui se prête bien à la sculpture.

## Toponymie
Les reliques de saint Antoine l'égyptien ont été ramenées de Terre Sainte par un seigneur du Dauphiné, Jocelin de Châteauneuf, vers 1070. Elles sont déposées dans le village de La Motte-aux-Bois (Motta nemorosa), qui devient en 1083 La Motte-Saint-Antoine, puis Saint-Antoine-en-Viennois avant de prendre son nom de Saint-Antoine-l'Abbaye, situé sur le chemin de Compostelle. Les bénédictins, venus de Montmajour, s'installent et commencent alors la construction d'une église tandis qu'une confrérie charitable, la Maison de l'Aumône, dresse des hôpitaux pour accueillir et soigner les victimes du Mal des Ardents ou Feu de saint Antoine.

## Histoire

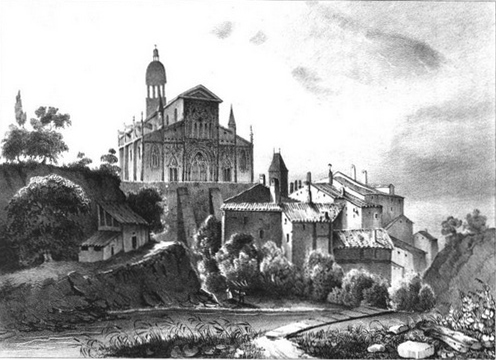
Saint-Antoine-l'Abbaye au XIXe siècle, illustrée par Victor Cassien (1808 - 1893).

Au cœur d'un paysage vallonné qui s'étend jusque dans les montagnes du Vercors, l'imposante abbaye Saint-Antoine continue de veiller sur le village auquel elle a donné son nom. L'histoire commence en 1070, lorsque le seigneur local Geilin ramène de Constantinople les restes égyptiens de Saint Antoine et les dépose dans le village de La Motte aux Bois, qui devient alors Saint-Antoine. En 1088, sous la tutelle des bénédictins, de précieuses reliques sont déposées sur les fondations de l'église, avec la vertu de guérir le "mal des ardents", un empoisonnement du sang provoquant des états convulsifs et des gangrènes. Les frères et sœurs de l'hôpital ont également construit la Maison de l'Aumône pour soigner les malades. Leur rôle grandissant au fil des siècles entraîne de nombreux conflits avec les Bénédictins, finalement expulsés en 1297. La Maison de l'Aumône est alors élevée au rang de monastère, tandis que les Hospitalières deviennent chanoines réguliers de l'Ordre de Saint-Antoine. Les pèlerins affluaient et l'ordre atteignit son apogée aux XIVe et XVe siècles. Des travaux vont commencer pour agrandir  le monastère, à côté duquel va se développer un village protégé par des remparts. La reconstruction du monastère, qui eut lieu au XVIIe siècle, à la fin des guerres de religion, permet aux visiteurs de découvrir l'une des plus importantes réalisations gothiques de la région.

### Les Antonins et les Hospitaliers
La ville était le siège de l'abbaye de Saint-Antoine, qui était l'abbaye mère de l'ordre hospitalier de Saint-Antoine. La commanderie est passée à l’ordre de Saint-Jean de Jérusalem en 1775 et 1777. L'église abbatiale bâtie au XIVe siècle est un monument classé dès 1840.

## Politique et administration

### Liste des maires
| Période                                  | Période          | Identité                         | Étiquette | Qualité       |
| ---------------------------------------- | ---------------- | -------------------------------- | --------- | ------------- |
| Les données manquantes sont à compléter. |                  |                                  |           |               |
| 1816                                     | novembre 1830    | André Ferdinand Génissieu        |           |               |
| novembre 1830                            |                  | Pierre Désiré Vivier             |           |               |
|                                          | vers 1831        | Jean Pierre Baudoin              |           |               |
| 1837                                     | 1846             | Joseph Mathieu Sorrel            |           |               |
|                                          | vers 1847        | Gustave Henry Aimé Jacques Guyon |           |               |
|                                          | vers 1849        | Candide Hypolite Glandert        |           |               |
| 1852                                     | août 1860        | Jean Baptiste Joachim Giraud     |           |               |
| août 1860                                | avril 1867       | Armand Génissieu                 |           |               |
| juin 1867                                | septembre 1870   | Jean Baptiste Joachim Giraud     |           |               |
| septembre 1870                           | janvier 1878     | Jules Vignal                     |           |               |
| février 1878                             | juin 1879        | Ferdinand Lassara                |           |               |
| juin 1879                                | novembre 1885    | Maurice Cyrille Ginier           |           |               |
| janvier 1886                             | mai 1896         | Eugène Benjamin Germain          |           |               |
| mai 1896                                 | mars 1900        | Hippolyte Chaloin                |           |               |
| juin 1900                                | mai 1908         | Pierre Fleury Roux               |           |               |
| mai 1908                                 | janvier 1923     | Aimé Dupeley                     |           |               |
| 1935                                     | 19 décembre 1943 | Ferdinand Xavier Gilibert        |           |               |
| ?                                        | mars 2001        | André Suisse                     |           |               |
| mars 2001                                | 31 décembre 2015 | Marie-Chantal Jolland            | DVG       | Fonctionnaire |

### Jumelages
La commune est jumelée avec :
- Sermoneta (Italie) depuis 2007[12]

## Population et société

### Démographie
L'évolution du nombre d'habitants est connue à travers les recensements de la population effectués dans la commune depuis 1793. À partir du 1er janvier 2009, les populations légales des communes sont publiées annuellement dans le cadre d'un recensement qui repose désormais sur une collecte d'information annuelle, concernant successivement tous les territoires communaux au cours d'une période de cinq ans. 
Pour les communes de moins de 10 000 habitants, une enquête de recensement portant sur toute la population est réalisée tous les cinq ans, les populations légales des années intermédiaires étant quant à elles estimées par interpolation ou extrapolation. Pour la commune, le premier recensement exhaustif entrant dans le cadre du nouveau dispositif a été réalisé en ,.
En 2013, la commune comptait 1 053 habitants.
| 1831  | 1836  | 1841  | 1846  | 1851  | 1856  | 1861  | 1866  | 1872  |
| ----- | ----- | ----- | ----- | ----- | ----- | ----- | ----- | ----- |
| 2 007 | 2 035 | 2 020 | 1 950 | 1 880 | 1 906 | 1 909 | 1 846 | 1 814 |

| 1876  | 1881  | 1886  | 1891  | 1896  | 1901  | 1906  | 1911  | 1921  |
| ----- | ----- | ----- | ----- | ----- | ----- | ----- | ----- | ----- |
| 1 712 | 1 624 | 1 573 | 1 621 | 1 570 | 1 659 | 1 483 | 1 520 | 1 252 |

| 1926  | 1931  | 1936 | 1946  | 1954  | 1962 | 1968 | 1975 | 1982 |
| ----- | ----- | ---- | ----- | ----- | ---- | ---- | ---- | ---- |
| 1 303 | 1 226 | 985  | 1 035 | 1 013 | 913  | 840  | 766  | 779  |

| 1990 | 1999 | 2006 | 2008 | 2011  | 2013  | - | - | - |
| ---- | ---- | ---- | ---- | ----- | ----- | - | - | - |
| 873  | 910  | 959  | 983  | 1 032 | 1 053 | - | - | - |

### Manifestations culturelles et festivités

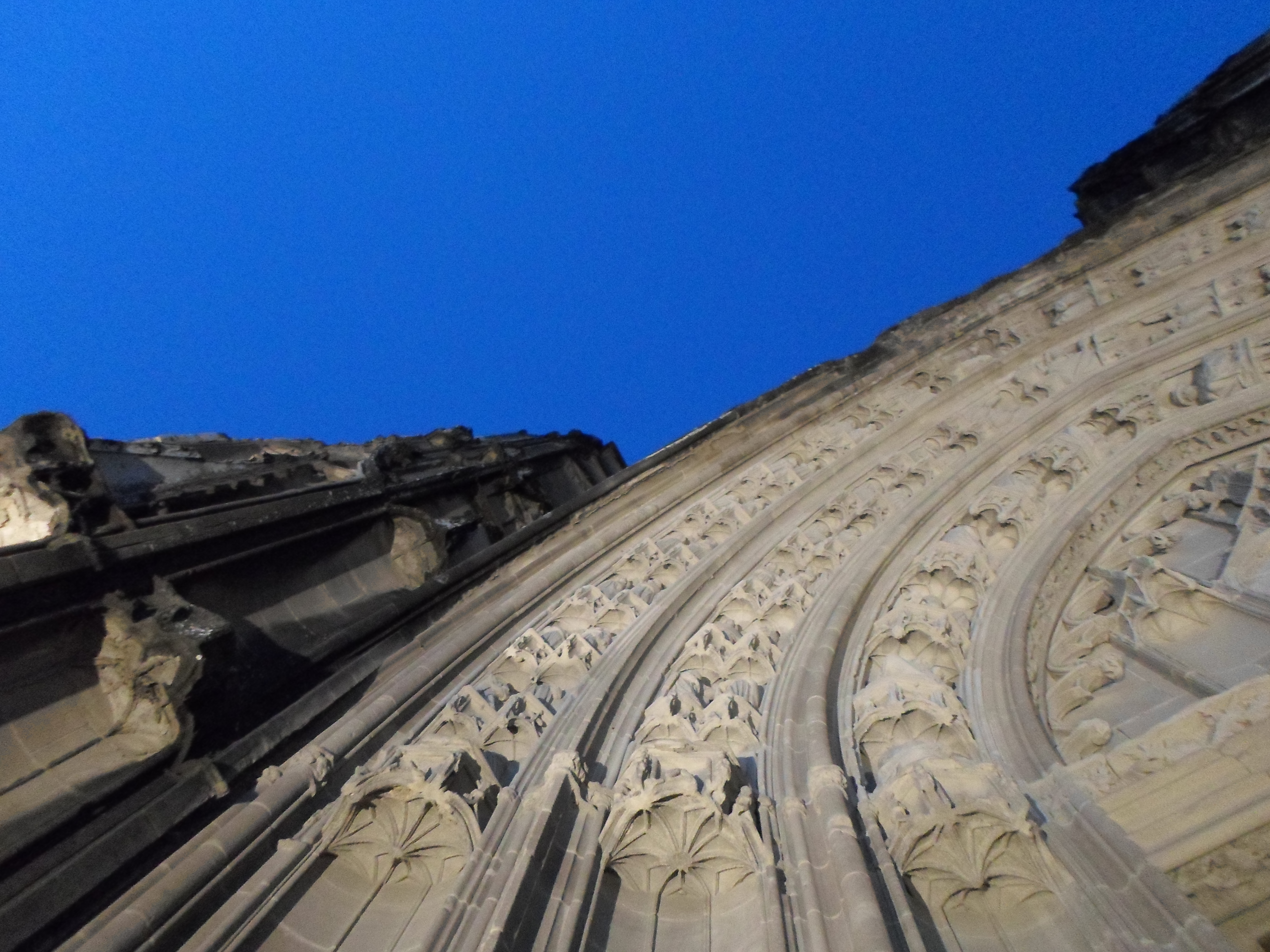
Façade occidentale de l'église abbatiale

Au cœur du village médiéval, des animations en décor naturel, avec 160 artistes et animateurs de troupes accueillent le public pour un spectacle sous tous ses aspects : artistique, farces, guerrier, conte, musique, danse, vieux métiers, bonimenteurs, troubadours, saltimbanques et guerriers querelleurs.
Tous les espaces sont animés de spectacles de rue. Un marché d'artisanat et de produits du terroir en lien avec le Moyen Âge.
En 2011, des créations originales s'y déroulent dont un concert dans l'abbaye le samedi et le dimanche, en partenariat avec le musée départemental.
Le Festival Textes en l'air se déroule chaque année la dernière semaine de juillet et propose de nombreux spectacles de théâtre en présence des auteurs, des concerts, des conférences, des ballades poétiques.
Chaque année s'ouvre un nouveau thème :
- Saint-Antoine en Moyen Âge 2009 - Sorciers, magiciens et démoniaques (les 8 et 9 août).
- Saint-Antoine en Moyen Âge 2010 - De la danse macabre à la farandole des vivants (17 et 18 juillet).
- Saint-Antoine en Moyen Âge 2011 - Du trésor sacré à la recherche du Graal (6 et 7 août).
- Saint-Antoine en Moyen Âge 2012 - Le bestiaire médiéval (11 et 12 août)
- Saint-Antoine en Moyen Âge 2013 - Un rêve d'Orient (10 et 11 août)
- Saint-Antoine en Moyen Âge 2014 - Retour d'Orient (9 et 10 août)
- Saint-Antoine en Moyen Âge 2015 - Au nom de la rose (8 et 9 août)
- Saint-Antoine en Moyen Âge 2016 - Au temps des cathédrales (6 et 7 août)

## Économie
SDCM GIROUD est implantée depuis 1951, son activité consiste en la transformation, le moulage et le surmoulage d'articles en caoutchouc naturel ou synthétique sur plan et cahier des charges, de l'unité à la grande série.
COMES consultants, société de conseil et de formation en management et sécurité au travail. Depuis novembre 2015, le siège a été transféré à Paris. Une agence secondaire continue d'exister sur St Antoine.

## Culture locale et patrimoine

### Lieux et monuments

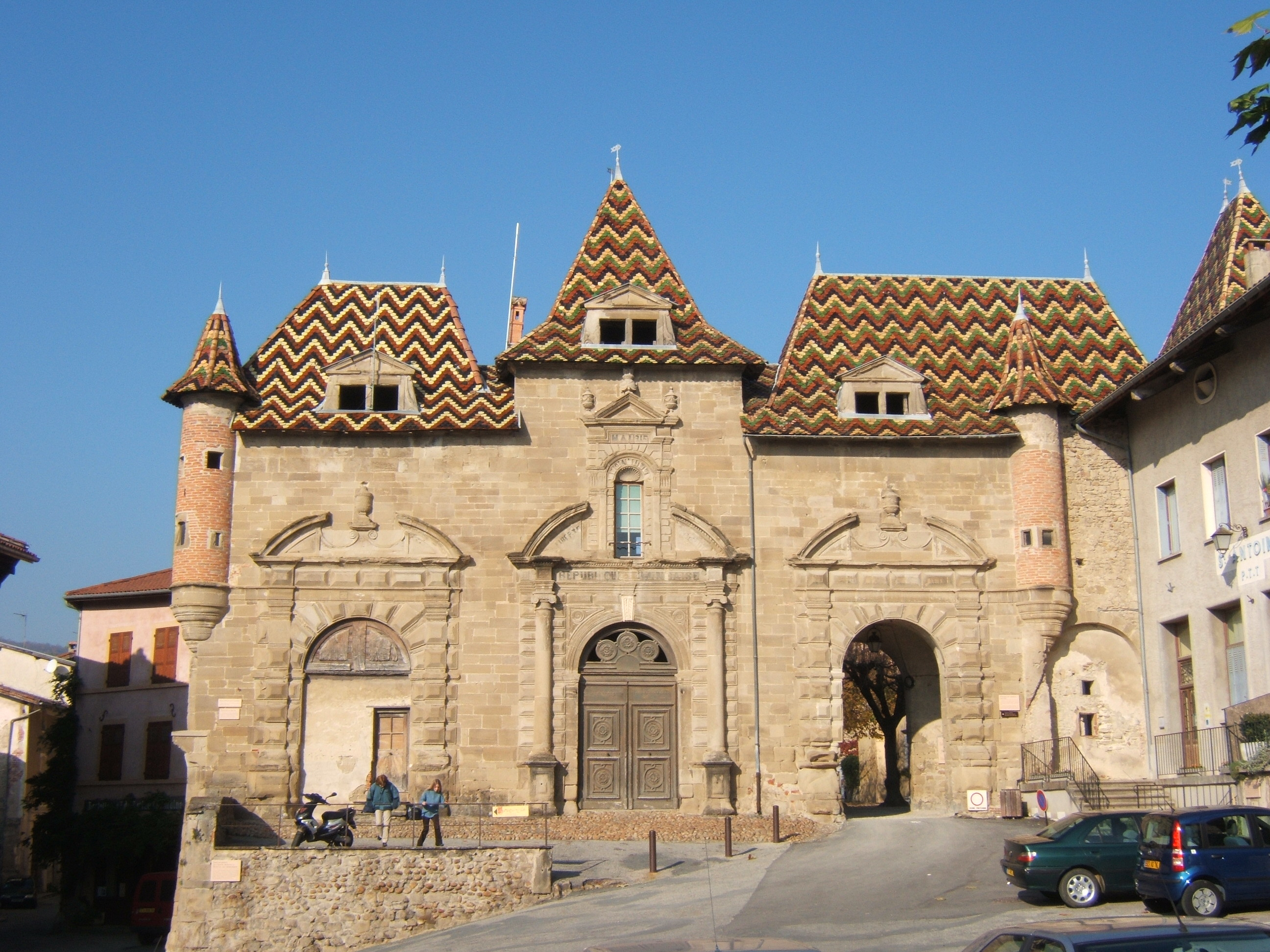
Porte de l'abbaye (1657-1658).

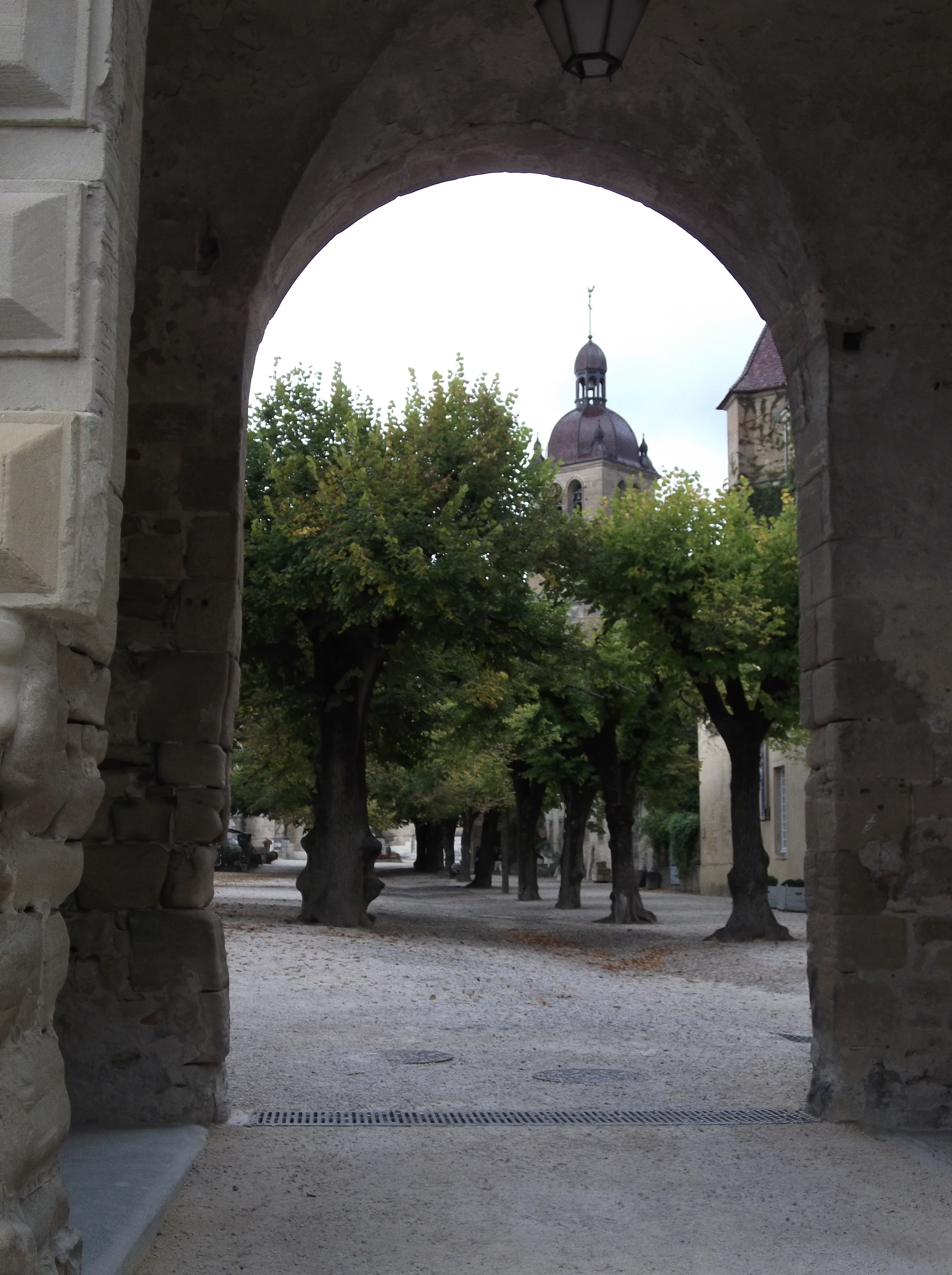
Porte de l'abbaye (1657-1658) avec le clocher en arrière-plan.

le patrimoine de la commune est important :
- Les bâtiments nombreux et bien restaurés de l'abbaye dominent le village médiéval avec ses petites ruelles et maisons anciennes (XIVe – XVe siècle pour les plus anciennes).

#### Abbaye de Saint-Antoine
Cette abbaye a été fondée pour accueillir les reliques de saint Antoine-l'Égyptien. Sa façade est de style gothique flamboyant. Elle a été érigée en 1297. L'ancienne abbaye en totalité fait l'objet classement par arrêté du 15 octobre 1981 au titre des monuments historiques, tandis que le parvis de l'abbatiale avec son mur de soutènement, le portail monumental et le grand escalier sont classés par arrêté du 27 septembre 1993.
- L'abbaye comprend de nombreux bâtiments : maison abbatiale, grand cloître, grand réfectoire, professoir, noviciat, bibliothèque, infirmerie, écuries et jardins. La plupart ont été modifiés aux XVIIe et XVIIIe siècles.
- La construction de l'église abbatiale commence en 1130 et se termine à la fin du XVe siècle, avec une interruption de 50 ans (1289-1337) et un incendie qui détruit le clocher et les toitures en 1422.
- En 1289, l'abbaye est confiée par le pape Boniface VIII aux chanoines Antonins.
- En 1777, le monastère et ses biens sont transférés à l'ordre de Saint-Jean de Jérusalem.
- En 1826, Jean-Claude Courveille acheta une partie de l'abbaye pour 60 000 francs, afin d'y fonder une école[19].
- Le 7 décembre 1896, Mgr Fava érige à nouveau le monastère en abbaye, en tant que monastère majeur des chanoines réguliers de l'Immaculée Conception, avec pour abbé Dom Gréa (1828-1917).

L'église Notre-Dame de la Jayère, du XIVe et XVIe siècles est inscrite au titre des monuments historiques par arrêté du 19 février 2004.
Parc d'attraction « Miripili, l'île aux Pirates »

##### L'église

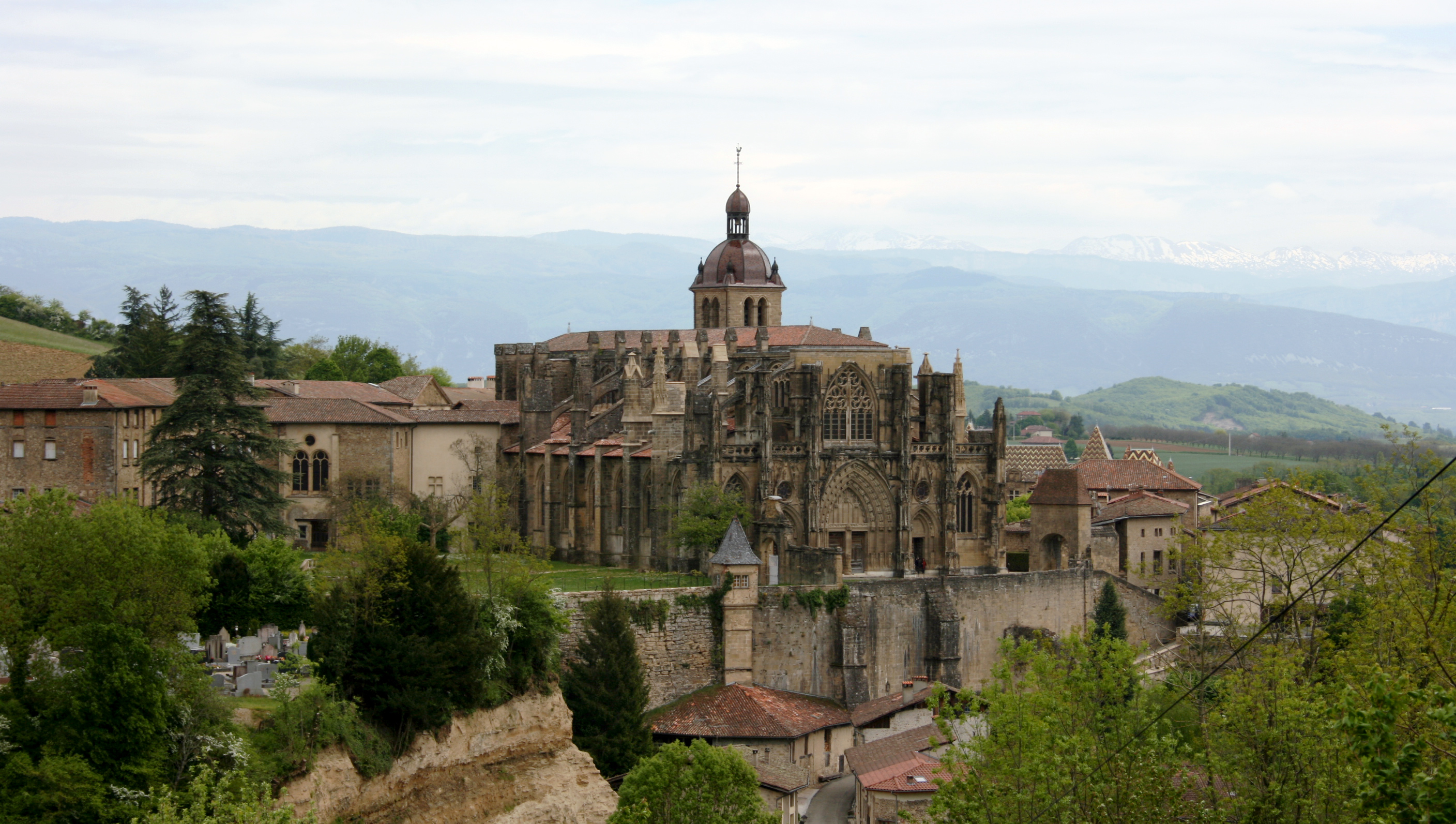
Vue générale.

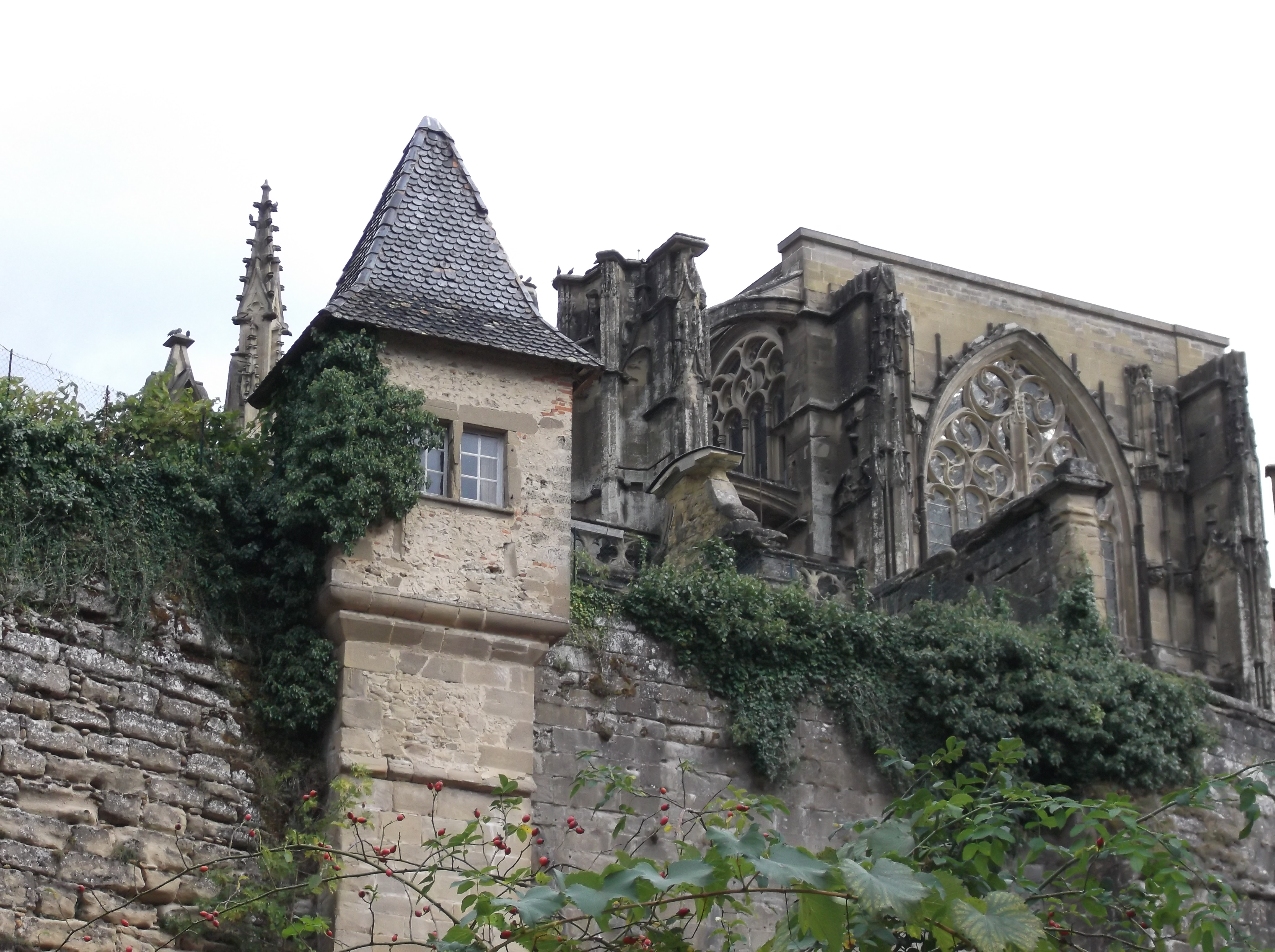
Vue de face, d'une ruelle du bas village.

La construction de l'église de Saint-Antoine a commencé au XIIe siècle et s'est achevée au XVe siècle. On reconnaît cette église gothique grâce à ses vitraux apportant une grande luminosité, à sa taille (plus de 50 mètres), à ses arcs-boutants, et ses voûtes sur croisée d'ogives.
Saint-Antoine-l'Abbaye se situe sur un des chemins menant à Saint-Jacques-de-Compostelle, ce qui fait que l'église accueillait beaucoup de pèlerins, mais elle accueillait également les malades venant toucher les reliques attribuées à saint Antoine pour que celles-ci les guérissent, des reliques ramenées d'Orient.

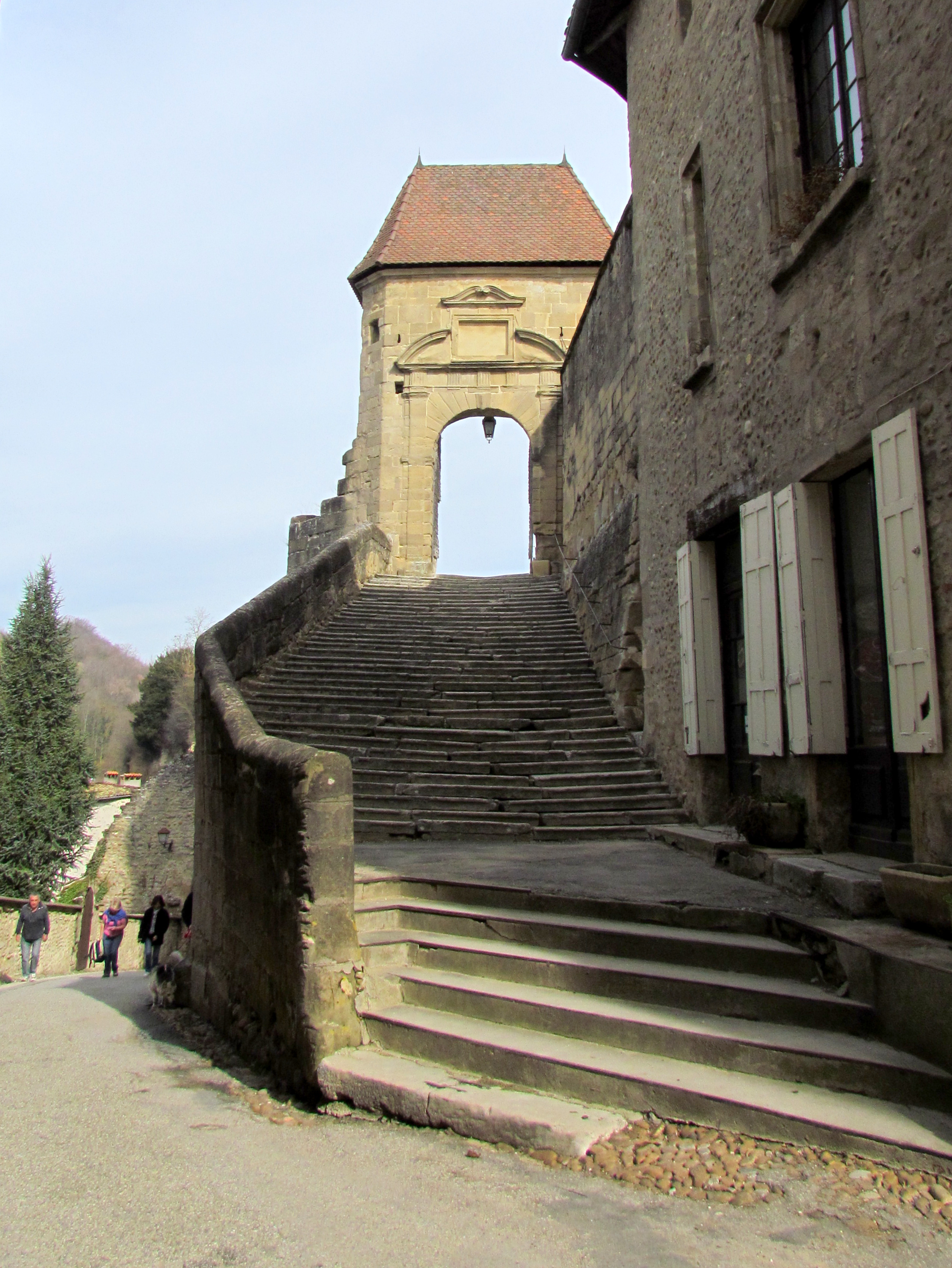
Une des portes d'accès à l'abbaye.
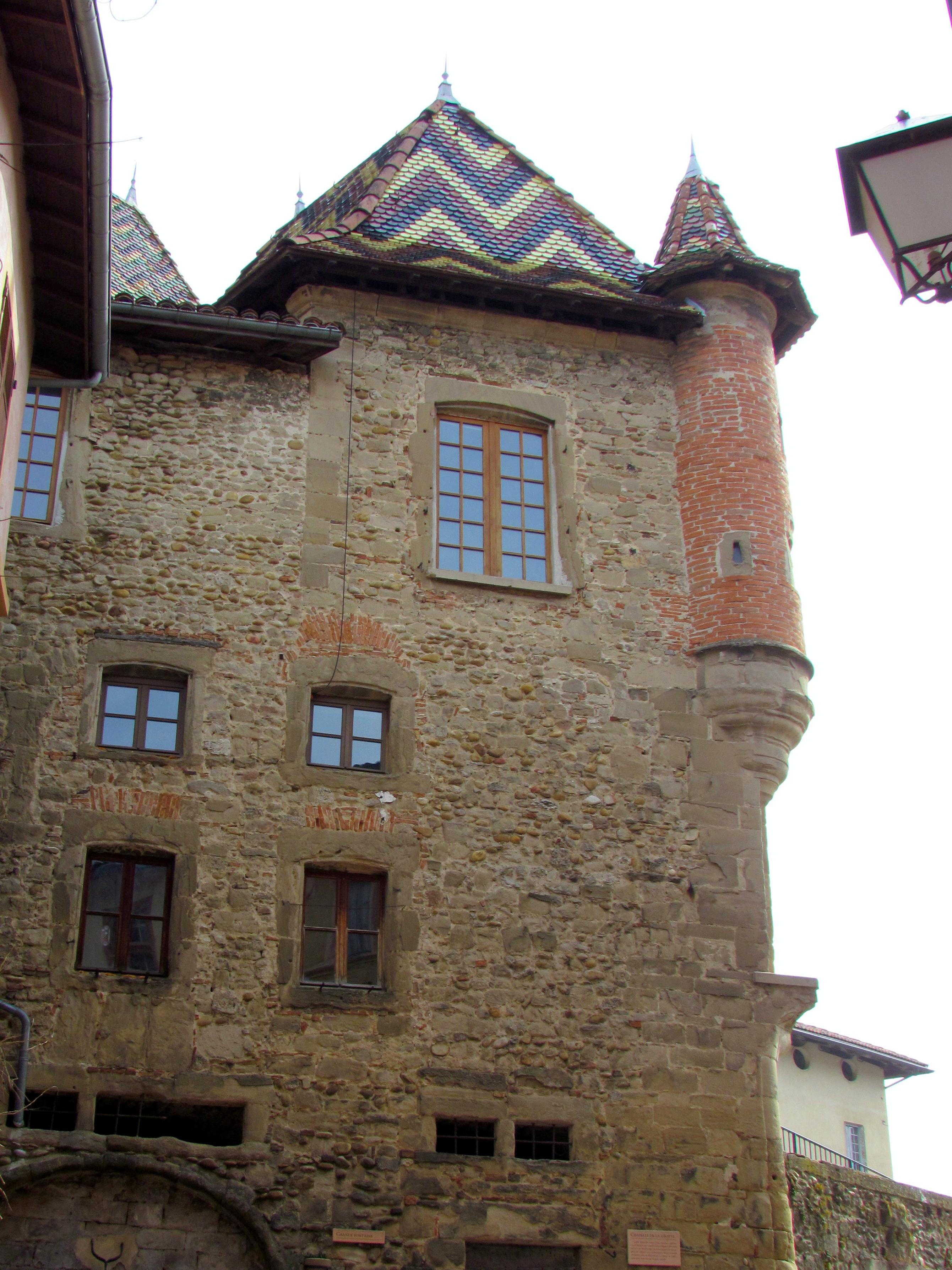
Vue sur un toit dauphinois (tuiles vernissées).
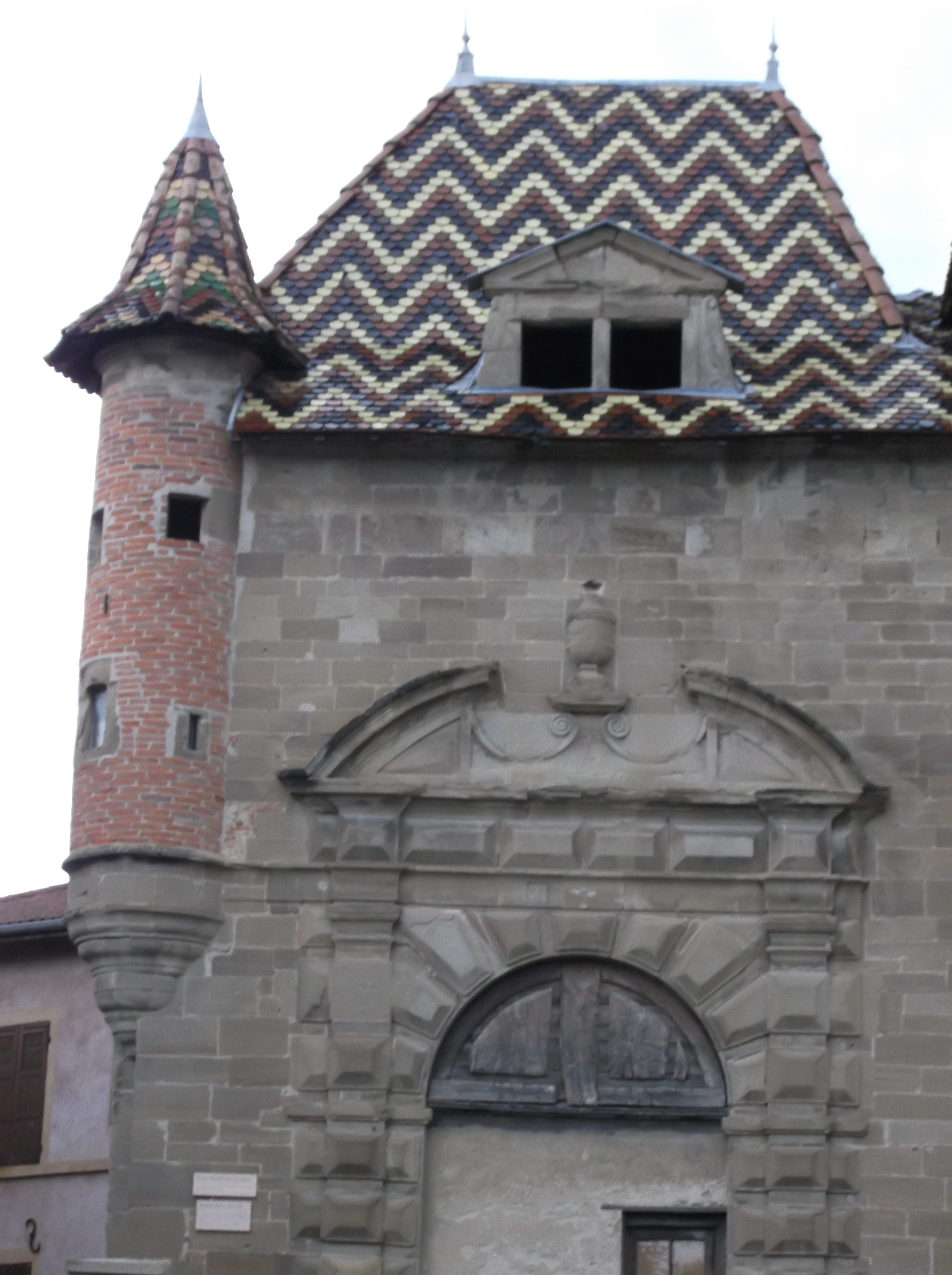
Vue sur un toit dauphinois (tuiles vernissées).
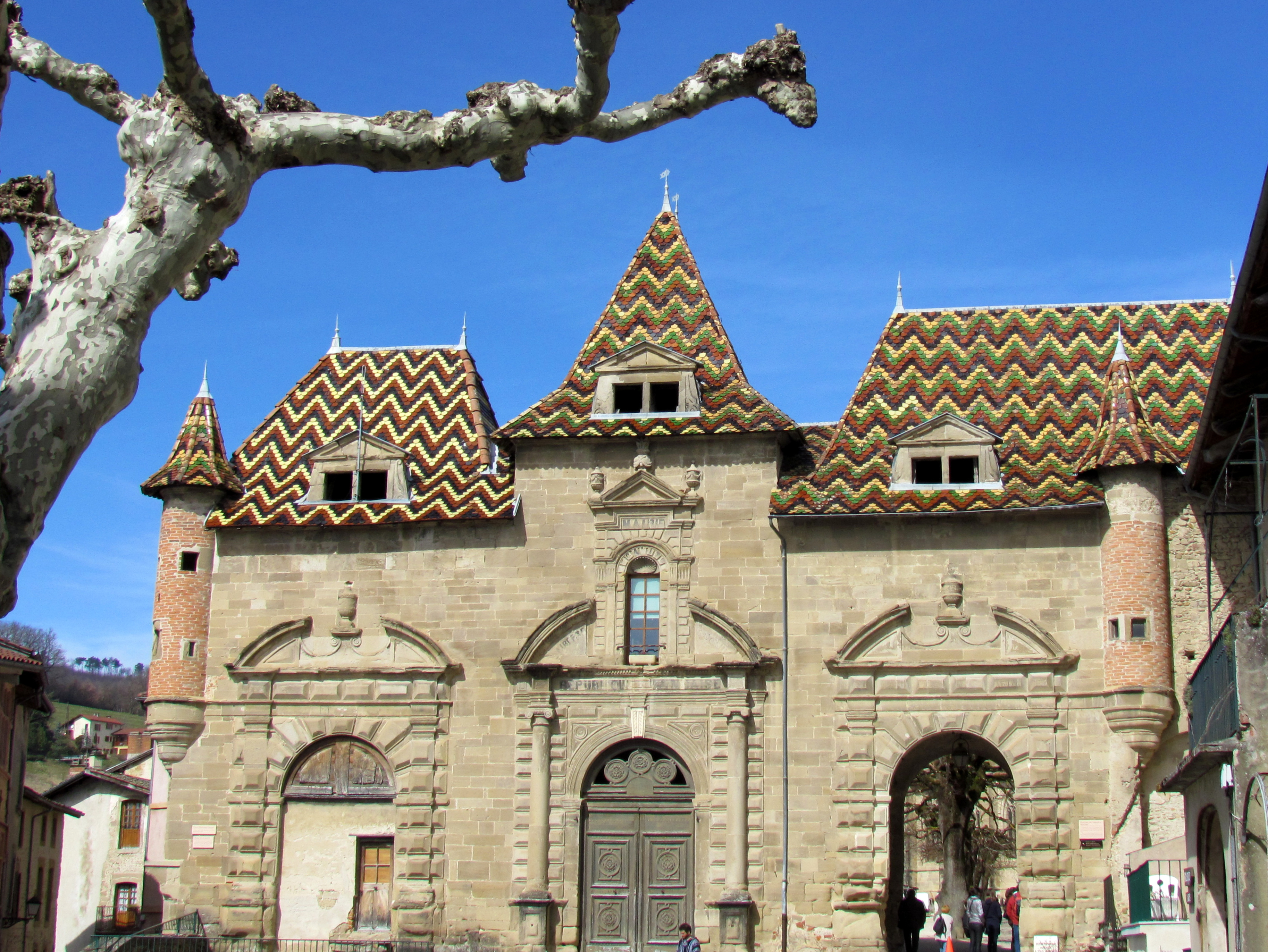
Porte principale donnant accès à l'abbaye.
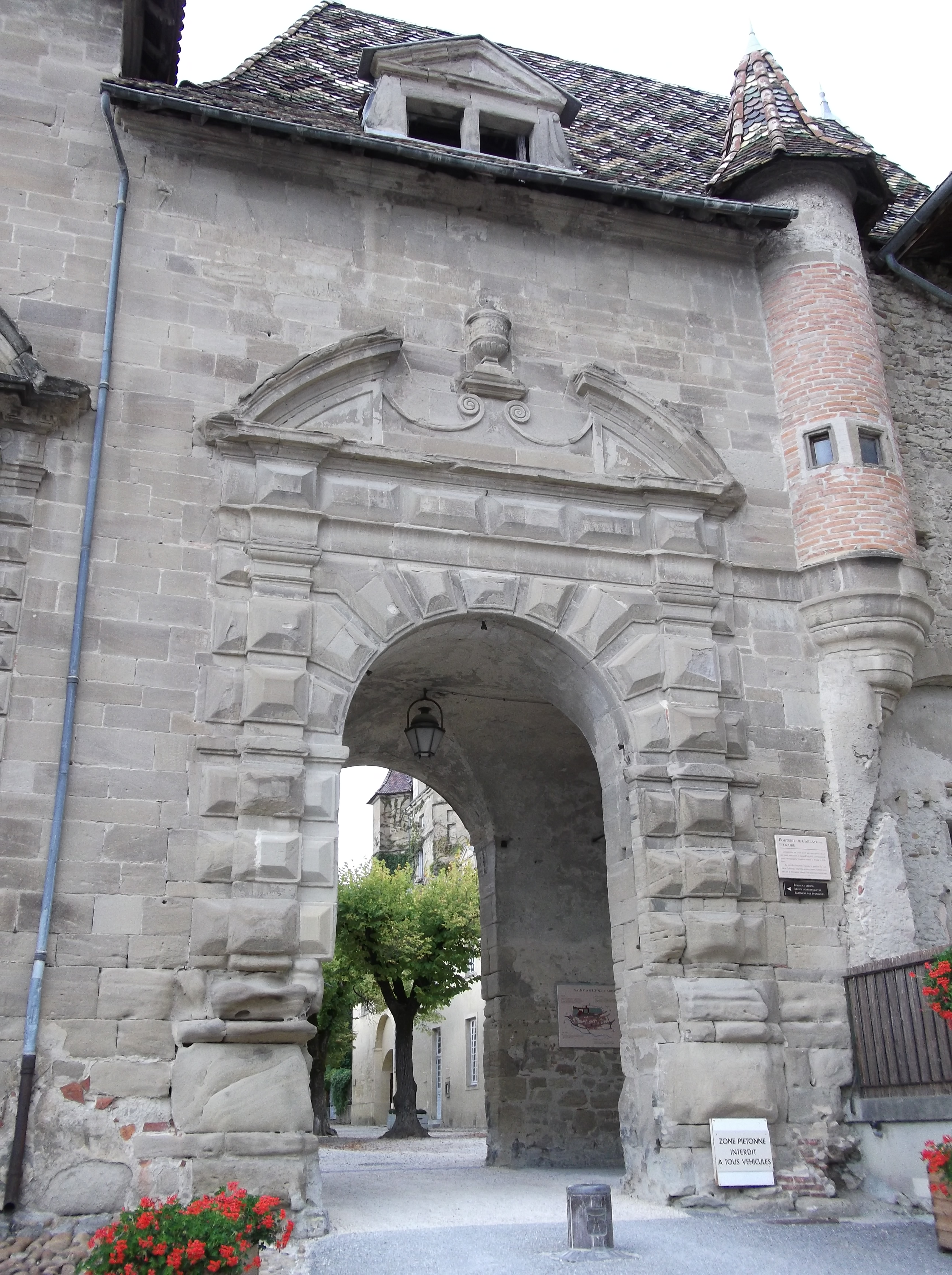
Porte principale donnant accès à l'abbaye.
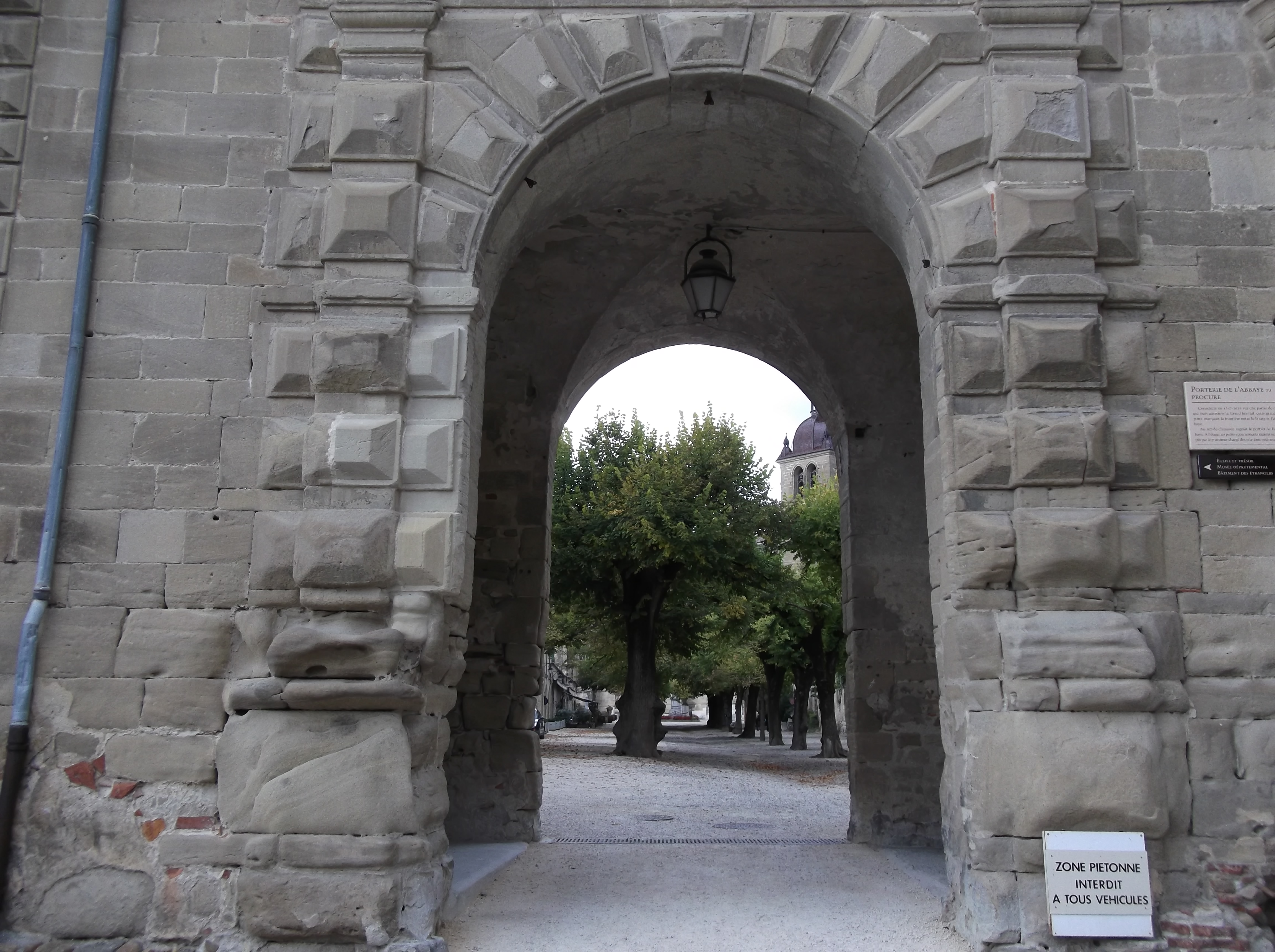
Porte principale donnant accès à l'abbaye.
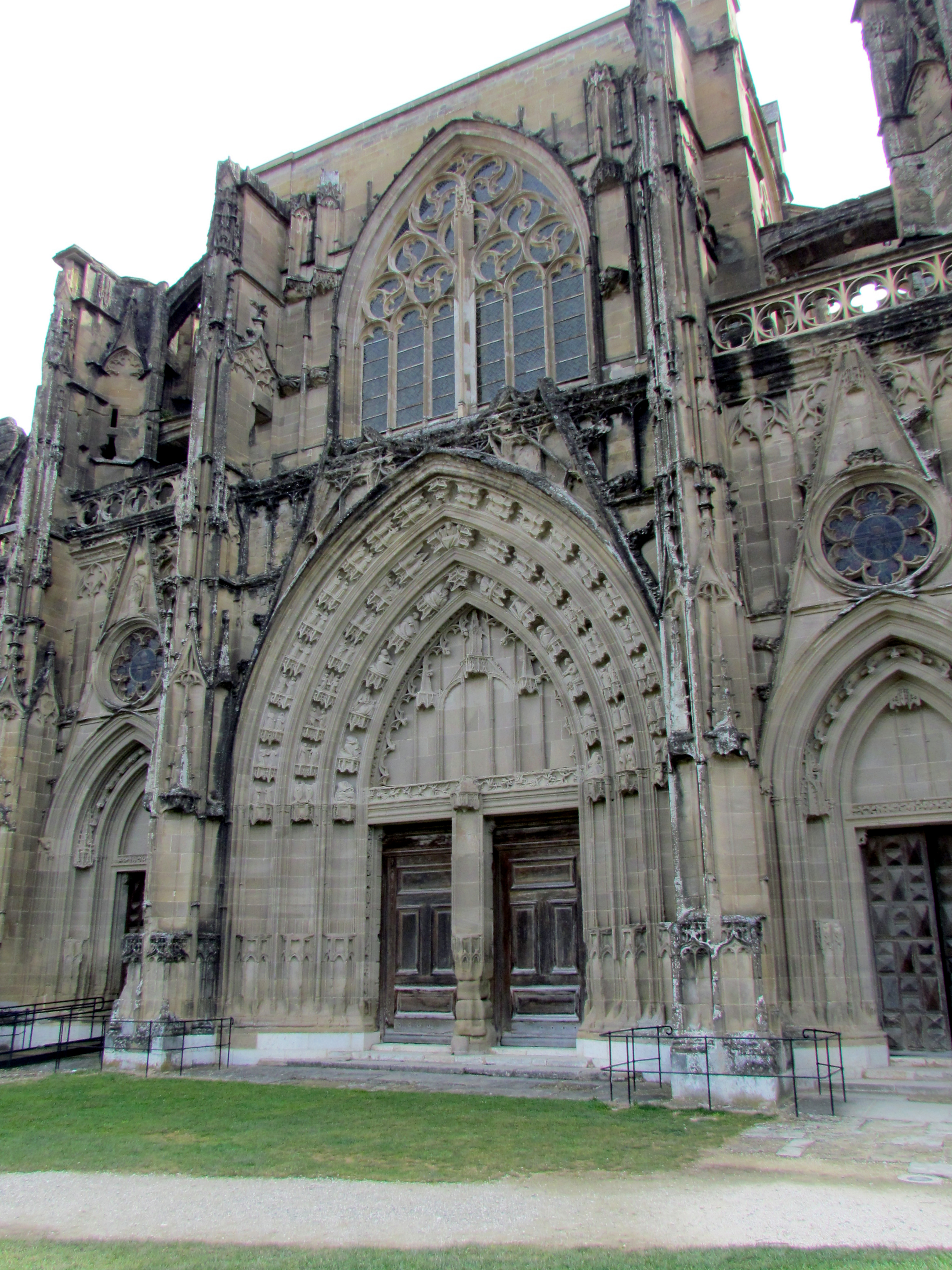
Portail de l'église abbatiale.
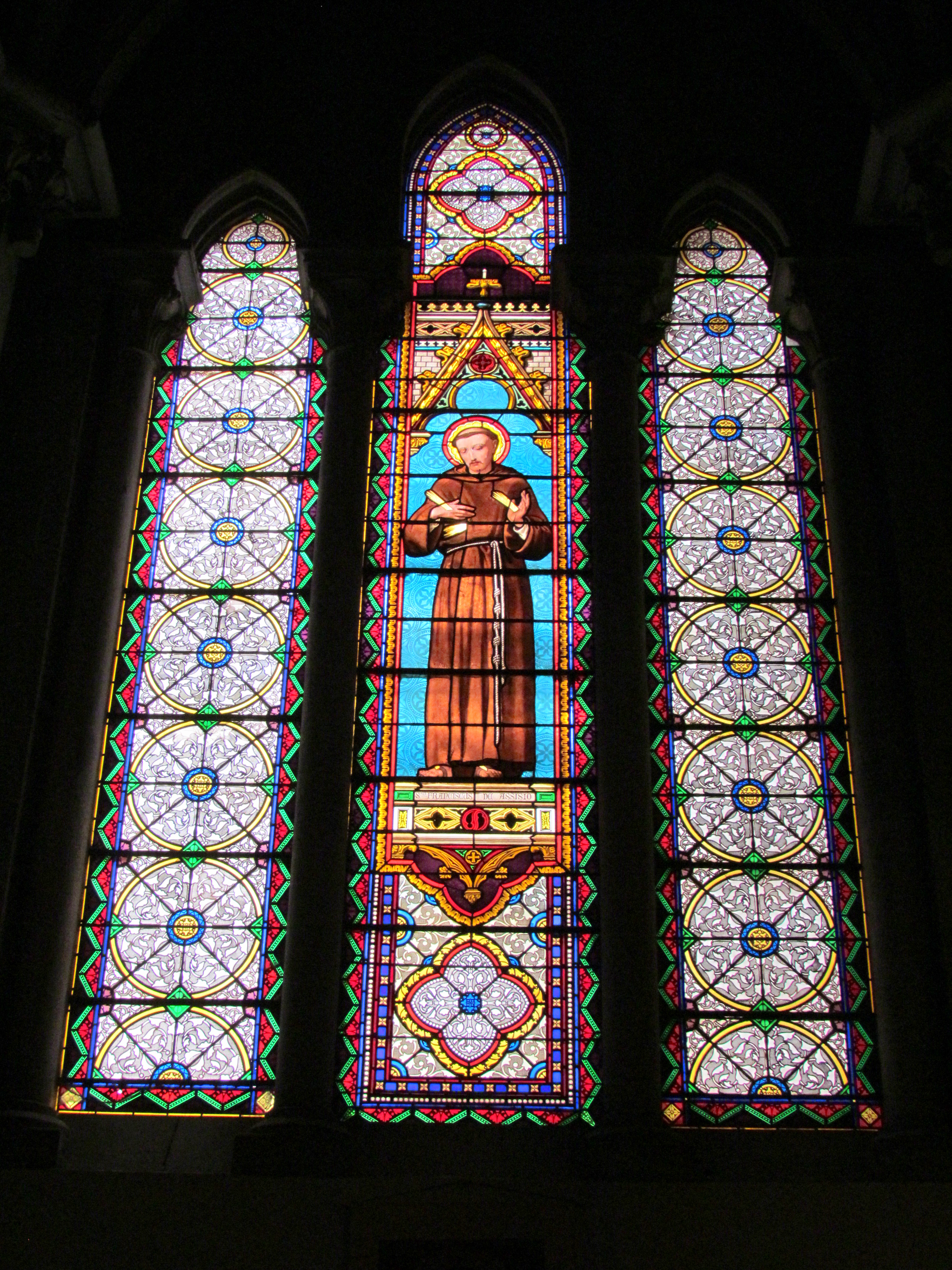
Vitrail représentant saint François d'Assise à l'intérieur de l'église abbatiale.
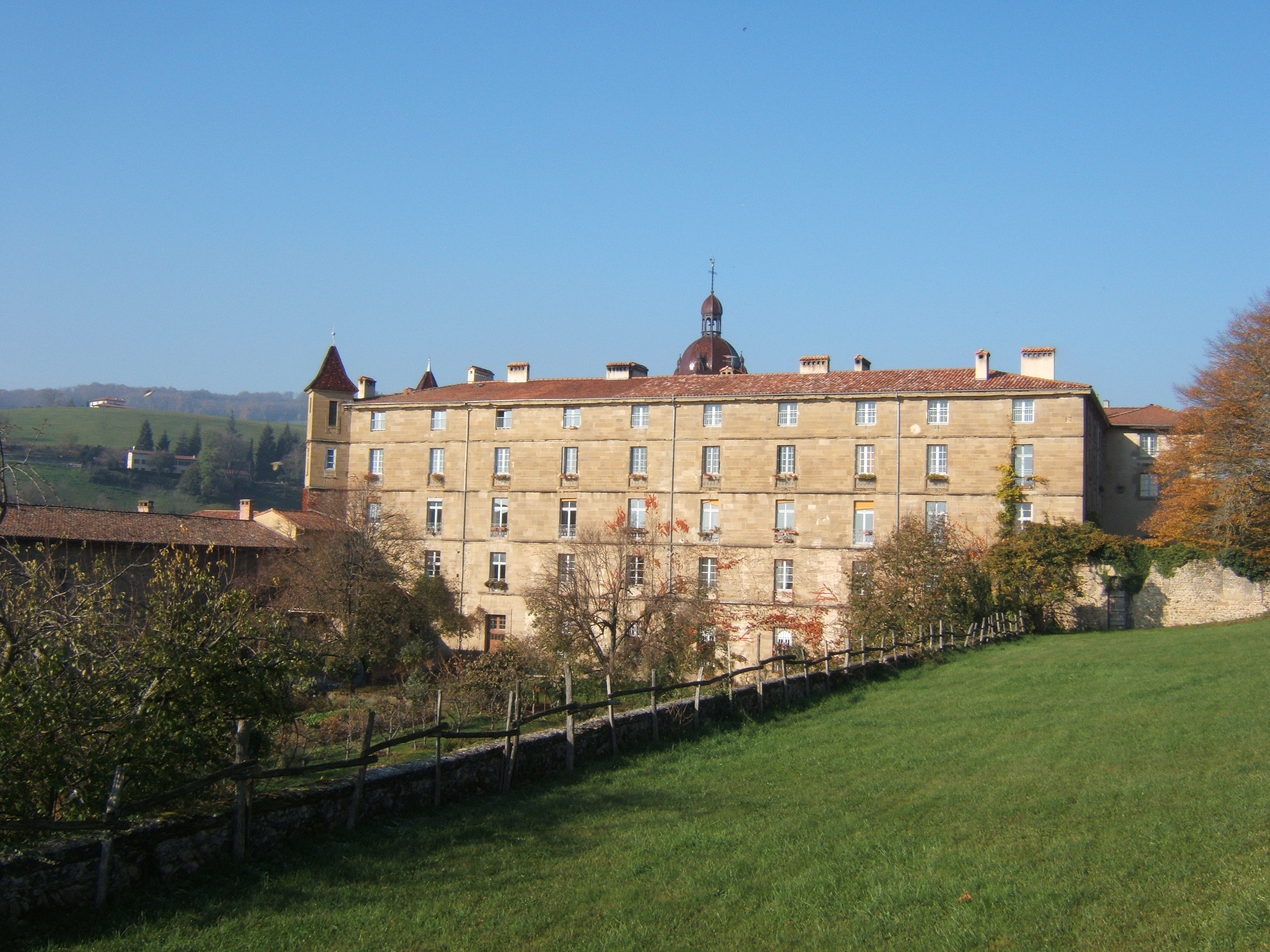
Bâtiment de l'abbaye.
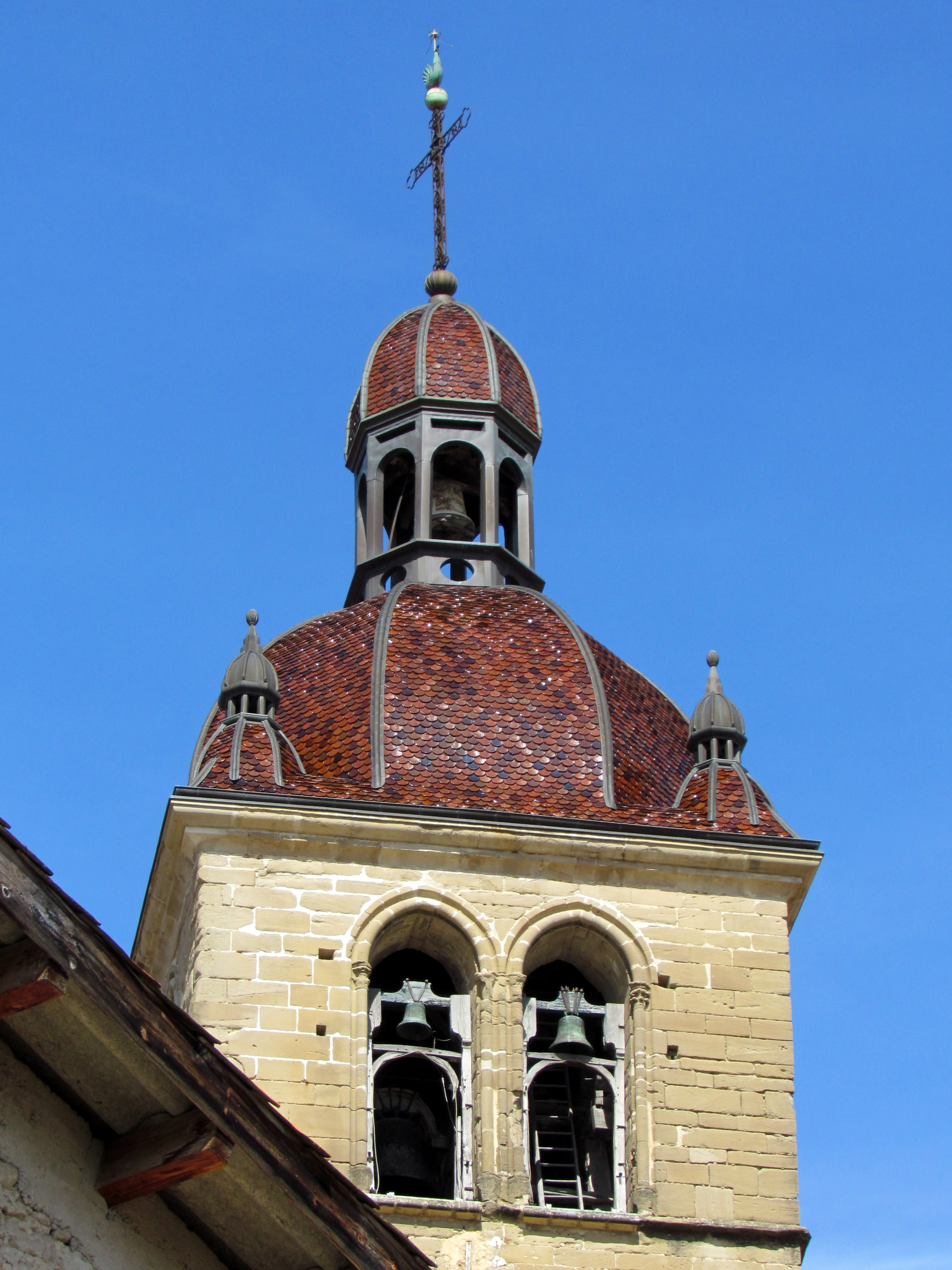
Gros plan sur le clocher de l'église abbatiale.

### Patrimoine culturel
- Musée de Saint-Antoine-l'Abbaye, musée départemental sur le trésor de l'abbaye[21]
- Musée de la taille de pierre

### Personnalités liées à la commune
- Jean Borrel (ou Borrel) (Johannes Buteo) mathématicien de la Renaissance (1492 ? -1564 ?), religieux antonin.
- Augustin Mottin de La Balme, officier de cavalerie, professeur d'équitation, colonel et inspecteur général de la cavalerie américaine (1777), écrivain équestre.
- Jean-Claude Courveille (1787-1866), un des trois fondateurs des Maristes, achète en 1826 une partie de l'abbaye pour y former des maîtres d'école.
- Jean-François Régis Cadier (1829-1890), cuisinier et hôtelier, y est né.
- Jean Vénitien (1911-1995), artiste peintre, posséda une résidence à Saint-Antoine-l'Abbaye.

### Articles connexes

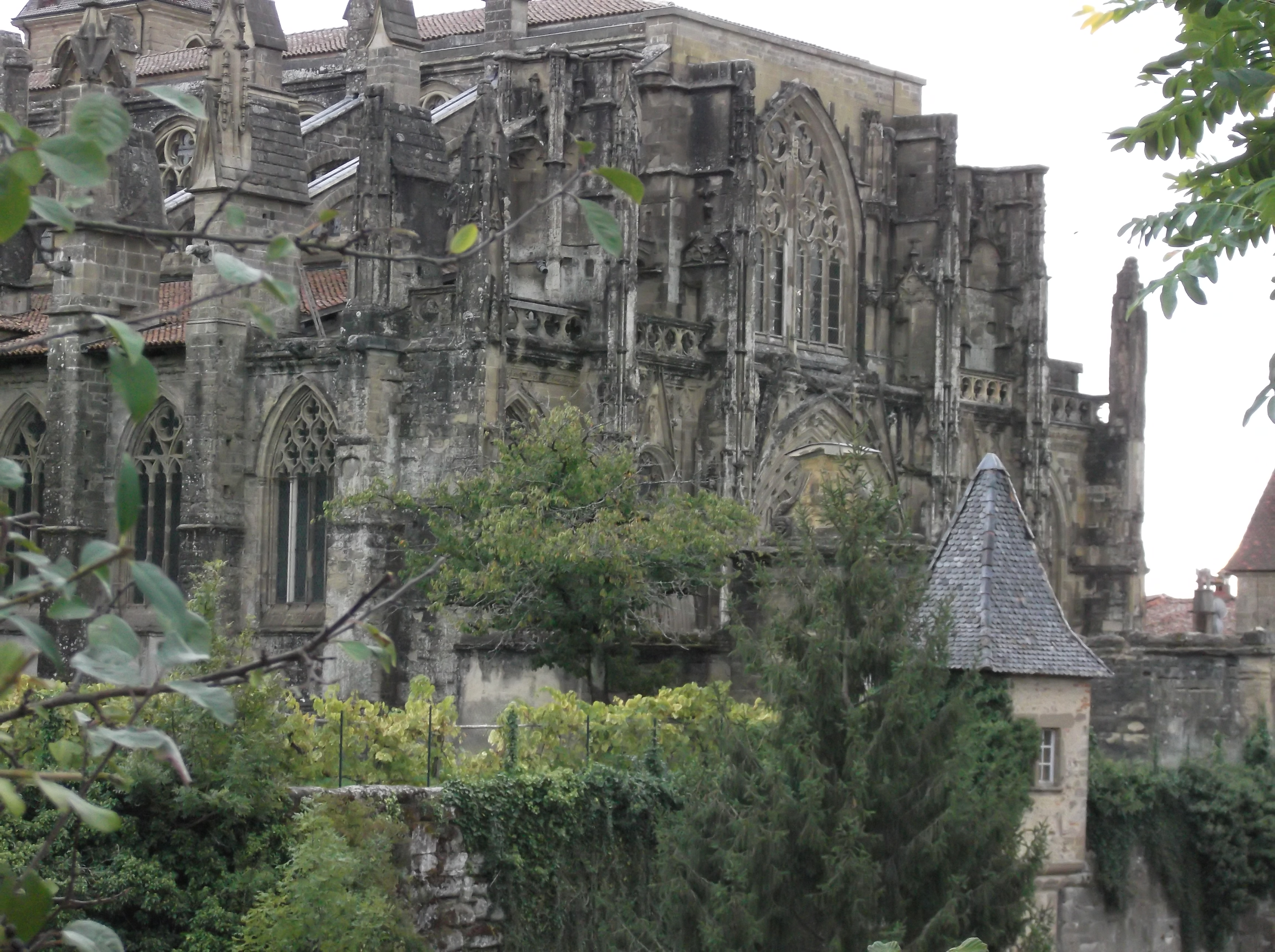
Vue de face de l'église abbatiale, avec une partie du mur contrefort de soutien, depuis le cimetière.

### Héraldique
| Blason de Saint Antoine l'Abbaye | Blason  | D'or à l'aigle bicéphale de sable, à l'écu d'or en cœur, au Tau d'azur brochant sur le tout. |
| Blason de Saint Antoine l'Abbaye | Détails | Le statut officiel du blason reste à déterminer.                                             |